# Championnat de Gambie de football 2014-2015
Navigation
Édition précédente Édition suivante
La saison 2014-2015 du Championnat de Gambie de football est la quarante-septième édition de la GFA League First Division, le championnat national de première division en Gambie. Les douze équipes engagées sont regroupées au sein d'une poule unique où elles affrontent deux fois leurs adversaires, à domicile et à l'extérieur. En fin de saison, les deux derniers du classement sont relégués et remplacés par les deux meilleurs clubs de deuxième division.
C'est le Gamtel FC qui remporte la compétition cette saison après avoir terminé en tête du classement, avec deux points d'avance sur le tenant du titre, le Real de Banjul et neuf sur Gambia Ports Authority. C'est le tout premier titre de champion de Gambie de l'histoire du club.

## Participants
- Interior FC
- Serrekunda United - Promu de D2
- Real de Banjul
- Banjul United
- Hawks FC
- Bombada United - Promu de D2
- Wallidan FC
- Brikama United
- Armed Forces FC
- Bakau United FC
- Gambia Ports Authority
- Gamtel FC

## Compétition

### Classement
Le classement est établi sur le barème de points suivant : victoire à 3 points, match nul à 1, défaite à 0.
| Rang | Équipe                 | Pts | J  | G  | N  | P  | Bp | Bc | Diff |
| ---- | ---------------------- | --- | -- | -- | -- | -- | -- | -- | ---- |
| 1    | Gamtel FC              | 44  | 22 | 12 | 8  | 2  | 22 | 9  | +13  |
| 2    | Real de BanjulT        | 42  | 22 | 11 | 9  | 2  | 28 | 14 | +14  |
| 3    | Gambia Ports Authority | 35  | 22 | 8  | 11 | 3  | 21 | 12 | +9   |
| 4    | Brikama United         | 32  | 22 | 7  | 11 | 4  | 25 | 21 | +4   |
| 5    | Armed Forces FC        | 31  | 22 | 8  | 7  | 7  | 20 | 18 | +2   |
| 6    | Bombada UnitedP        | 29  | 22 | 8  | 5  | 9  | 20 | 24 | -4   |
| 7    | Hawks FC               | 28  | 22 | 7  | 7  | 8  | 17 | 19 | -2   |
| 8    | Banjul United          | 27  | 22 | 7  | 6  | 9  | 20 | 23 | -3   |
| 9    | Wallidan FCC           | 22  | 22 | 4  | 10 | 8  | 13 | 20 | -7   |
| 10   | Serrekunda UnitedP     | 20  | 22 | 4  | 8  | 10 | 9  | 15 | -6   |
| 11   | Interior FC            | 19  | 22 | 4  | 7  | 11 | 12 | 19 | -7   |
| 12   | Bakau United FC        | 19  | 22 | 4  | 7  | 11 | 12 | 25 | -13  |

|  | Qualification pour la Ligue des champions de la CAF 2016                               |
|  | Qualification pour la Coupe de la confédération 2016                                   |
|  | Relégation directe en deuxième division                                                |
|  | T : Tenant du titre C : Vainqueur de la Coupe de Gambie P : Promu de deuxième division |

## Bilan de la saison
| Championnat de Gambie de football 2014-2015 |                       |
| Champion                                    | Gamtel FC (1er titre) |
| Coupes et trophées                          |                       |
| Vainqueur de la Coupe de Gambie 2014-2015   | Wallidan FC           |
| Qualifications continentales                |                       |
| Ligue des champions de la CAF 2016          | Gamtel FC             |
| Coupe de la confédération 2016              | Wallidan FC           |
| Promotions et relégations                   |                       |
| Promus en First Division                    | Steve Biko FC         |
| Promus en First Division                    | Samger FC             |
| Relégués en Second Division                 | Interior FC           |
| Relégués en Second Division                 | Bakau United          |